# Lysiteles linzhiensis
Lysiteles linzhiensis är en spindelart som beskrevs av Hu 200. Lysiteles linzhiensis ingår i släktet Lysiteles och familjen krabbspindlar. Inga underarter finns listade i Catalogue of Life.